# Білоруський народний танець
Білоруський народний танець розвивався протягом історії становлення білоруського народу та його культури. Маючи певну спільність із російськими та українськими народними танцями, він відрізняється формацією та оригінальністю. Історичні умови розвитку білоруського народу, постійна боротьба за збереження його національних особливостей призвели до того, що в білоруському фольклорі загалом і в танці зокрема збереглися античні, архаїчні риси, що робить вивчення білоруської хореографії важливої для розуміння джерел білоруської культури.

## Історія
З давніх-давен культурне життя білорусів було тісно пов’язане зі святами календарного року, і танці не стали винятком. Всі свята та народні обряди білорусів супроводжувались іграми, колядками та танцями. Спочатку танець був тісно пов'язаний в одному синкретичному цілому з піснею, музикою, елементами драматичної акторської гри, але поступово став самостійним видом мистецтва.
Найдавнішими вважаються мисливські та військові танці, а також ті, що зображають процеси праці.
Білоруське танцювальне мистецтво почало розвиватися в XIV — XVI століттях, коли білоруська нація почала своє формування. Подальший розвиток він отримав під час розпаду та розпаду феодалізму та виникнення капіталістичних відносин, приблизно до кінця XVIII століття — часу формування білоруської нації. З середини XIX століття в білоруському хореографічному мистецтві починається новий процес — асиміляція традиційного фольклору з танцювальними формами кадрилі і польки, що прийшли з Західної Європи.
Слід зазначити, що, наперекір впливу сусідніх культур, білоруський народний танець є оригінальним та унікальним видом танцювального мистецтва. Ігнат Маньковський, описуючи церемонію одруження селян Вітебської губернії, писав:
| Ліві лапки | Білоруські народні танці зовсім не подібні до польських і мало нагадують російські рухи. Їх рухи вельми дивовижні... | Праві лапки |

У танці як у виді мистецтва виникло відчуття краси життя, емоцій, темпераменту та характеру народу. Особливістю білоруського танцю є динамічність та життєрадісність, емоційність та колективний характер вистави.
Спочатку танцювальне мистецтво білорусів формувалося серед селян і не визнавалось серед вищих верств населення. Потім через батлейку, де поряд із побутовими сценами містяться фрагменти танцю. А в кріпацьких театрах XVIII — перший половини XIX століття (Гродненський театр Тизенгауза, театр Радзівіллів у Несвіжі, Слонімський театр Огінського, Шкловський театр імені Зорича), де танцювальний балет, який опосередковано впливав на народну хореографію, танець вийшов з бутовою плоскістю в мальовничій площині і почав набувати популярності серед мас.
На цей момент народне танцювальне мистецтво частіше розвивається професійними та аматорськими хореографами в танцювальних колективах, найвідомішими з яких є Державний ансамбль танцю Республіки Білорусь, ансамбль «Харошкі», «Лявоніха».

## Класифікація
Традиційно білоруські танці поділяються на три групи: ілюстративні, ігрові та орнаментальні.
- в ілюстративних танцях («Метелиця», «Горобець», «Коза», «Ленок», «Товкачики») найважливішу роль відіграє драматичне мистецтво солістів, танці, які багаті на жести, міміку[1];
- в ігрових танцях («Джигун», «Мегера», «Ріпка», «Панночка», «Ланцюг») танцюристи ловлять одне одного, виконують якісь завдання, партнери часто міняються тощо[1];
- в орнаментальних танцях («Крижачок», «Коло», «Траян», «Крутуха») основою хореографічної композиції є певна геометрична фігура, яку часто можна визначити з назви пісні[1].

Через те, що танець може мати регіональні варіації, часто важко визначити, до якої з груп входить конкретний танець, а іноді він містить елементи всіх трьох типів.

## Музичний супровід
Інструментальний супровід танцю часто має ту саму настроєво-інтонаційну основу, що і хорова пісня, оскільки це своєрідний переклад вокальної мелодії на мову інструментів, що супроводжують танець.
Білоруська народна танцювальна музика має барвисту мелодію, але вона досить проста. З музичних інструментів використовували дуду, скрипку, цимбали, бубон, пізніше гармоніку, віолончель. У Білорусі відомі і давньоруські гуслі.

Дуда користувалася особливою популярністю в народі, що знайшло відображення в тексті хору:
Ой, без дуды, без дуды,

Ходзяць ножкі не туды,

А як дудку пачуюць,

Самі ногі танцуюсь

укр. Ой, без дуди, без дуди,

Ходять ножки не туди,

А як дудку почують,

Самі ноги затанцюють.
Часто танці виникали як музичний супровід певних пісень чи ігор. Їх назви могли збігатися з назвами таких пісень. Процес мав протилежний ефект, тому хори в різних куточках Білорусі називали «Скакушки», «Плясушки», «Плясухи» тощо. Прикладами танців, пов'язаних з текстами певної пісні, є «Лявониха», «Товкачики», «Шастак» та інші.

## Вивчення танцю
Білоруські танці згадуються у великій кількості етнографічної та фольклорної літератури, але часто ці джерела дають мало хореографічної інформації, а іноді існує лише назва танцю, тому важливо збирати етнографічну інформацію про народні танці, поки інформацію не було втрачено безповоротно.

## У культурі
Про народні танці, як неодмінну частину культури та життя білорусів, багато разів згадувалося в білоруській літературі з XIX століття у: Янки Купали, Вінцента Дунін-Марцінкевича, Олександра Пщелка, в анонімній поемі «Тарас на Парнасі» герої не тільки самі танцюють, а й говорять про танці.
Дмитро Бядуля зазначав, що багата декоративність білоруського танцю надається багатством кольорів та технік білоруського народного костюма.

## Інші танці
Відомо понад 100 білоруських народних танців, серед яких «Лявониха», «Крижачок», «Юрочка», «Метелиця», «Коло», «Голубець», «Бульба», «Товкачики», «Трясуха» та інші.